# Vivien "Buster" Burey Marshall
Vivian "Buster" Burey Marshall (Filadélfia, 11 de fevereiro de 1911 – 11 de fevereiro de 1955) foi uma ativista estado-unidense que atuou a favor dos direitos civis e foi casada por 25 anos, até o dia de sua morte, com Thurgood Marshall, o presidente do Fundo educacional e de Defesa jurídica da NAACP, que também atuou no caso Brown v. Board of Education (1954). Após a sua morte, o seu marido se tornou o primeiro juiz associado afro-americano da Suprema Corte dos Estados Unidos.

## Biografia
Vivian Burey nasceu em Filadélfia, Pensilvânia em 11 de fevereiro de 1911. Ela cresceu em uma família negra de classe média; os seus pais Christopher e Maud Burey trabalharam em bufês na cidade.
Ela conheceu Thurgood Marshall quando tinha dezoito anos, enquanto ela era uma estudante da Universidade da Pensilvânia e ele um da Universidade Lincoln. Vivien se casou com Marshall em 4 de setembro de 1929, durante o último ano dele em Lincoln. Acredita-se que foi Vivien que ajudou com que o seu marido se tornasse um estudante melhor. Graças a isso, Marshall se formou com honras (cum laude) na Universidade Lincoln e se formou primeiro na Universidade Howard. Após se encontrar com a família dele quando ficaram noivos, Vivian foi avisada pelo seu tio para evitar Marshall porque ele o considerava um vagabundo, e seria "sempre um vagabundo."
Depois que Marshall se formou em 1930, ele e Vivian se mudaram para Baltimore, onde ela trabalhou como uma secretária. Burey teve vários abortos espontâneos e nunca tive filhos com Marshall. Além disso, Marshall chegou a ter casos extraconjugais.
Depois que Thurgood se formou na escola jurídica, ele e Vivian se mudaram para Nova Iorque. Na segunda metade dos anos 1940 ele serviu como conselheiro jurídico para a NAACP, que na época se localizava em Nova Iorque. Vivian também trabalhou na NAACP, ao lado de outros ativistas dos direitos civis, tais como Edward W. Jacko e Jawn A. Sandifer.
Na década de 1950, Vivian foi diagnosticada com gripe ou pleurisia, mas estava doente a meses. Ela eventualmente descobriu que estava com câncer de pulmão. Ela escondeu a doença de seu marido por meses. Richard Kluger diz que Burey foi uma das duas pessoas que não atuaram diretamente no caso Brown v. Board of Education mas foi uma influência importante para a sua decisão, em seu livro Simple Justice: The History of Brown v. Board of Education and Black America's Struggle for Equality (2011). Vivien Burey morreu de câncer de pulmão em 11 de fevereiro de 1955, no dia do seu 44.º aniversário, após 25 anos de casamento. O marido de Vivien se casou novamente com Cecilia Suyat em dezembro do mesmo ano.